# ریشم
ریشم (اردو: ریشم؛ زادهٔ ۲۲ اکتبر ۱۹۷۹) هنرپیشه و مدل زن اهل پاکستان است.
وی که یکی از پردرآمدترین بازیگران تلویزیون پاکستان محسوب می‌شود از بازیگران پیشرو سینمای پاکستان در دهه ۱۹۹۰ بوده‌است. ریشم در فیلم‌هایی همچون گهونگت، انتها و طوفان بوده‌است.